# Le Seigneur des anneaux : La Guerre des Rohirrim
Pour plus de détails, voir Fiche technique et Distribution.
Le Seigneur des anneaux : La Guerre des Rohirrim (The Lord of the Rings: The War of the Rohirrim) est un film d'animation de fantasy américano-japonais réalisé par Kenji Kamiyama, produit par New Line Cinema et Warner Bros. Animation, avec une production d'animation par Sola Entertainment et sorti en 2024. Le scénario est une adaptation du roman Le Seigneur des anneaux de J. R. R. Tolkien et forme également une préquelle à la trilogie des films du Seigneur des anneaux de Peter Jackson dont il reprend les choix créatifs, notamment graphiques. L'histoire est présentée comme se déroulant 183 ans avant les événements des films. La Guerre des Rohirrim met en scène Héra (doublée par Gaia Wise), la fille de Helm Hammerhand, un roi légendaire du Rohan (doublé par Brian Cox). Miranda Otto reprend le rôle d'Éowyn apparue dans la trilogie du Seigneur des anneaux et qui est ici la narratrice.
Le développement du film est annoncé en juin 2021, avec la participation de Kamiyama, de la consultante Philippa Boyens (qui a coécrit la trilogie cinématographique du Seigneur des anneaux) et des scénaristes initiaux Jeffrey Addiss et Will Matthews. La production prend un peu plus de trois ans.
Le film sort à l'international en décembre 2024 et suscite des avis mitigés dans la presse.

## Synopsis

L'emblème du Rohan : un cheval blanc sur fond vert.

Le film commence par une courte introduction en voix off narrée par Eowyn, princesse guerrière du Rohan et personnage du Seigneur des Anneaux. Elle présente le passé du Rohan et l'histoire d'Héra, en précisant que ce récit ne figure pas dans les traditions écrites des Rohirrim mais a été transmis par la tradition orale.
Helm Mainmarteau, roi du Rohan, gouverne le peuple cavalier des Rohirrim depuis son palais à Edoras. Il a deux fils, Háma et Haleth, ainsi qu'une fille, Héra. Cette dernière est indisciplinée et aime partir pour de longues chevauchées dans les étendues sauvages. Elle connaît bien les forêts dangereuses de la région et va jusqu'à nourrir régulièrement un Aigle géant dans l'espoir de l'apprivoiser.
Un jour, Helm reçoit la visite de Freca, un riche aristocrate du peuple des Dunlendings. Freca est accompagné de son fils Wulf, ami d'enfance d'Héra. Wulf est devenu un beau jeune homme ténébreux. Mais Freca et Helm ne s'entendent guère, ils sont tous les deux orgueilleux. Wulf prend à part Héra pour lui demander son avis, mais Héra n'a aucune intention d'épouser quiconque. Lorsque Freca demande officiellement à Helm la main de sa fille pour son fils Wulf, Helm l'accuse de ne s'intéresser qu'au trône du Rohan et refuse. Une querelle éclate, les deux hommes sortent pour régler leurs comptes dans un combat à mains nues. Helm assène à Freca un coup de poing si violent que ce dernier meurt, à la stupéfaction générale. Surpris lui aussi, mais encore en colère, Helm bannit Wulf. Affligé et furieux, le jeune homme jure de se venger.
Les mois passent sans nouvelles de Wulf, que tout le monde croit mort. De mystérieux périls commencent à menacer les villages du Rohan. Des incendies éclatent, des bêtes meurent, des villages sont pillés. Un jour, Háma, Haleth et Héra, chevauchant en compagnie d'Olwyn, vieille porte-bouclier qui sert et protège la princesse, ils aperçoivent le cadavre d'un guerrier du Sud, puis ce qui semble être un mûmak furieux, dont le mort devait être le cornac. Pris à partie par le monstre, les deux frères ne parviennent pas à en venir à bout. Héra parvient à l'attirer dans la forêt, jusqu'à un étang dans lequel vit un Guetteur des Eaux, créature semblable à un poulpe monstrueux, qui capture et dévore l'animal. Héra se remet du combat lorsqu'elle est enlevée par le général Targg, qui l'emmène à Isengard, antique forteresse qu'on croyait déserte, mais qui a été investie par un campement de Dunlendings. Héra y retrouve Wulf, désormais à la tête d'une dangereuse armée. Héra tente en vain de le ramener à des intentions plus pacifique. Elle est libérée par Olwyn avec l'aide de ses frères.
De retour à Edoras, ils alertent Helm : la guerre se prépare. Helm sous-estime Wulf et aligne ses cavaliers pour une bataille rangée classique en plaine. Héra et ses frères soupçonnent une ruse et s'inquiètent. La bataille s'engage, mais Helm est trahi par l'un de ses vassaux qui a déserté avec ses hommes au profit de Wulf, ce qui dégarnit l'une des ailes de son armée. Pire : Wulf a engagé des mercenaires dont trois chevaucheurs de mûmaks. Ayant compris le danger à temps, Héra ordonne à la population d'évacuer Edoras et d'aller se réfugier à Fort-le-cor (futur gouffre de Helm). Fréaláf Hildeson, neveu de Helm, reçoit quant à lui l'ordre de se retrancher à Dunharrow pour préparer une contre-attaque. Héra aide ensuite ses frères à faire face aux trois mûmaks qui cherchent à prendre Edoras dégarnie de ses soldats. Ils parviennent à mettre hors de combat les mûmaks, mais Haleth périt, suivi de Háma qui est resté en arrière pour couvrir la retraite d'Héra et des civils.
Les réfugiés, rejoints par Helm et les restes de l'armée rohirrim, se retranchent à Fort-le-cor, vite cernés et assiégés par Wulf et son armée composée de Dunlendings et de mercenaires. Helm est gravement blessé ; son corps guérit, mais son esprit semble engourdi, abattu par sa défaite, le poids de son erreur qui a coûté la vie à ses deux fils. Héra assume la charge de superviser l'organisation des défenses, la gestion des vivres et du bois de chauffe. L'hiver s'installe, anormalement rigoureux : c'est le Long Hiver. Wulf décide de rester malgré le froid, en dépit des conseils de Targg. Il entame la construction d'une tour de siège. Dans la forteresse, Héra rencontre une vieille sorcière, qui lui apprend la légende d'une guerrière porte-bouclier autrefois promise à un mariage, et dont la robe de noces est encore conservée dans un coffre dans la forteresse.
Au bout de quelques semaines, les assiégeants sont victimes de massacres nocturnes, perpétrés par une créature solitaire qui surgit à la faveur de l'obscurité et du blizzard pour tuer et faire disparaître des guerriers les uns après les autres, au son d'un cor qui terrifie l'ennemi. Une nuit, Héra va trouver Helm dans sa chambre et constate que le roi a disparu. Elle découvre dans la chambre un passage secret qui mène à l'extérieur, sur le côté de la muraille. Là, elle tombe sur un groupe d'orques, puis sur un troll des neiges. Un guerrier à la force surhumaine surgit à son secours : Helm, qui a guéri et est l'auteur des mystérieuses incursions dans les lignes ennemies Helm sauve sa fille, puis l'aide à revenir jusqu'à la porte de la forteresse et la met à l'abri. La lourde porte s'étant coincée, il la referme à mains nues et s'enferme à l'extérieur pour se battre jusqu'à l'aube. On le retrouve le lendemain, mort gelé mais toujours debout, entouré d'une foule de cadavres ennemis.
La situation des assiégés devient critique. Conseillée par Olwyn, Héra recourt à une ruse. Elle fait récupérer le cor et l'armure de Helm, puis réussit l'ascension a priori impossible du flanc de la montagne, jusqu'à rejoindre l'aire de l'aigle géant qu'elle avait l'habitude de nourrir. Les Aigles ayant la capacité de comprendre les paroles des rois du Rohan, Héra expose sa ruse à l'aigle, qui se charge de porter le cor et l'armure jusqu'à Dunharrow, donnant ainsi à Fréalaf le signal de la contre-attaque.
Divisés, les assiégeants sont rassurés par Wulf qui leur fait miroiter mensongèrement des monceaux d'or qui les attendraient dans Fort-le-cor. Ivre de vengeance, Wulf est déterminé à massacrer les Rohirrim jusqu'au dernier. La tour de siège est enfin terminée : l'assaut peut commencer. Face à des ennemis en surnombre, Héra tente une dernière ruse. Elle se revêt de la robe de l'antique mariée et va trouver Wulf pour le défier en combat singulier. Elle gagne ainsi du temps, assez pour que femmes, enfants et vieillards quittent la forteresse par le passage secret et partent se réfugier dans les montagnes vers Dunharrow. Au terme d'un âpre duel, Héra vainc Wulf et lui demande de tenir parole en retirant ses troupes. Lorsque Targg appuie la demande d'Héra, Wulf le tue par traîtrise. La tour de siège est incendiée. Alors que les ennemis sont sur le point de submerger malgré tout les derniers défenseurs, les assiégés sont sauvés par l'arrivée de Fréalaf et de ses renforts. Fréalaf a revêtu l'armure de Helm et sonne de son cor, ce qui sème la panique chez l'ennemi, persuadé que Helm est revenu d'entre les morts. Abandonné par ses troupes, Wulf attaque Héra, qui parvient à le tuer en l'étouffant avec son bouclier. Les Dunlendings sont défaits. Fréalaf succède à Helm sur le trône du Rohan, avec le soutien du magicien Saroumane qui s'installe à Isengard. Fort-le-cor prend le nom de Gouffre de Helm en souvenir du roi défunt. Héra, de son côté, part explorer d'autres contrées et se met au service du magicien Gandalf.

## Fiche technique

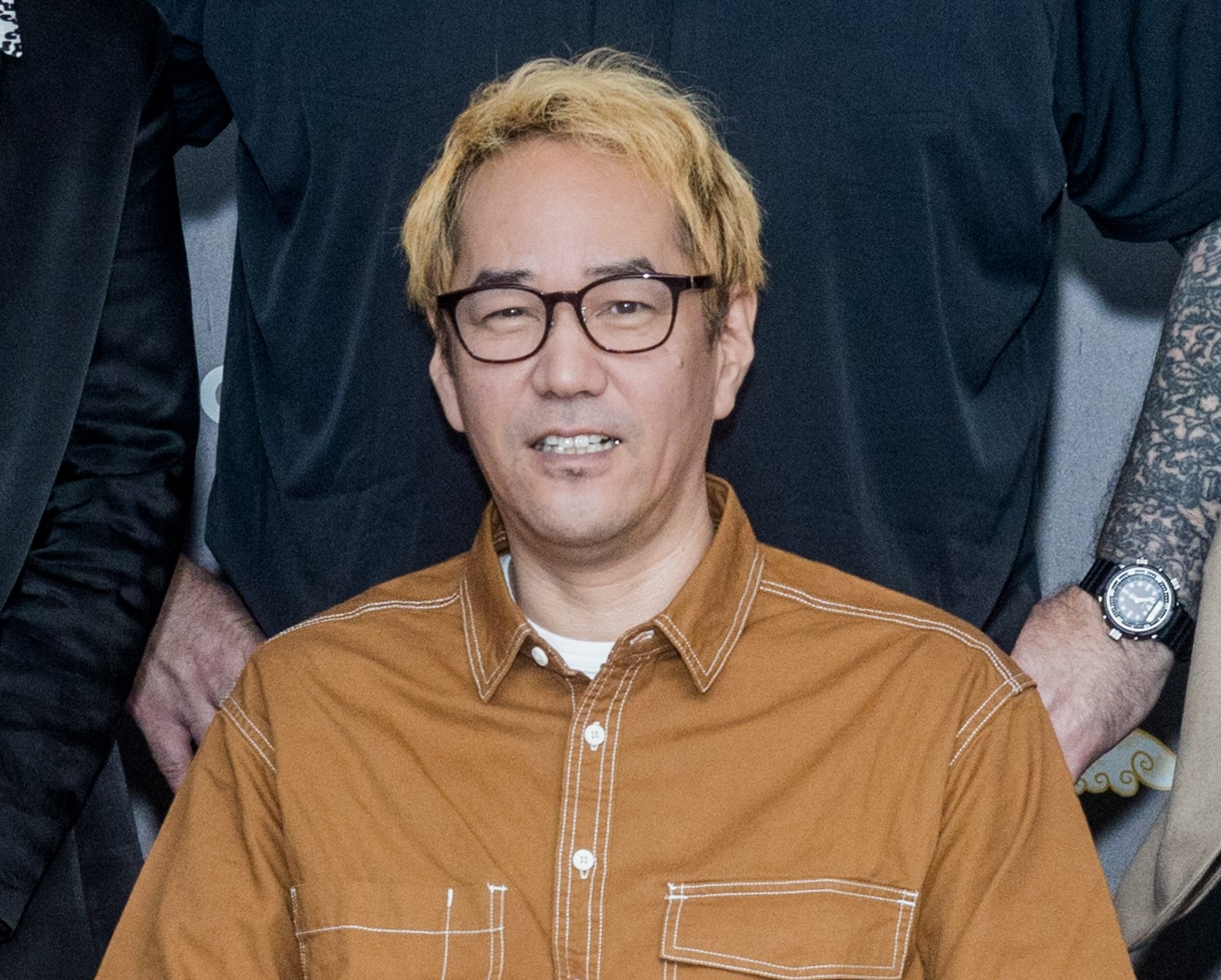
Kenji Kamiyama, réalisateur du film, lors de sa présentation au Festival d'Annecy en 2023.

- Titre original : The Lord of the Rings: The War of the Rohirrim
- Titre français : Le Seigneur des Anneaux : La Guerre des Rohirrim
- Réalisation : Kenji Kamiyama
- Scénario : Jeffrey Addiss, Will Matthews, Phoebe Gittins et Arty Papageorgiou, d'après les personnages du roman Le Seigneur des Anneaux de J. R. R. Tolkien
- Montage : Tsuyoshi Sadamatsu
- Musique : Stephen Gallagher
- Production : Philippa Boyens, Jason DeMarco et Joseph Chou
- Sociétés de production : New Line Cinema, Warner Bros. Animation et Sola Entertainment
- Société de distribution : Warner Bros. Pictures
- Format : couleur — 1,85:1
- Pays de production :  États-Unis,  Japon
- Langue originale : anglais
- Budget : environ 30 millions de dollars américains[1]
- Genre : animation, fantasy, aventures
- Dates de sortie : 
  - France : 11 décembre 2024
  - Belgique : 11 décembre 2024
  - États-Unis : 13 décembre 2024
  - Canada : 13 décembre 2024
  - Japon : 27 décembre 2024

## Distribution

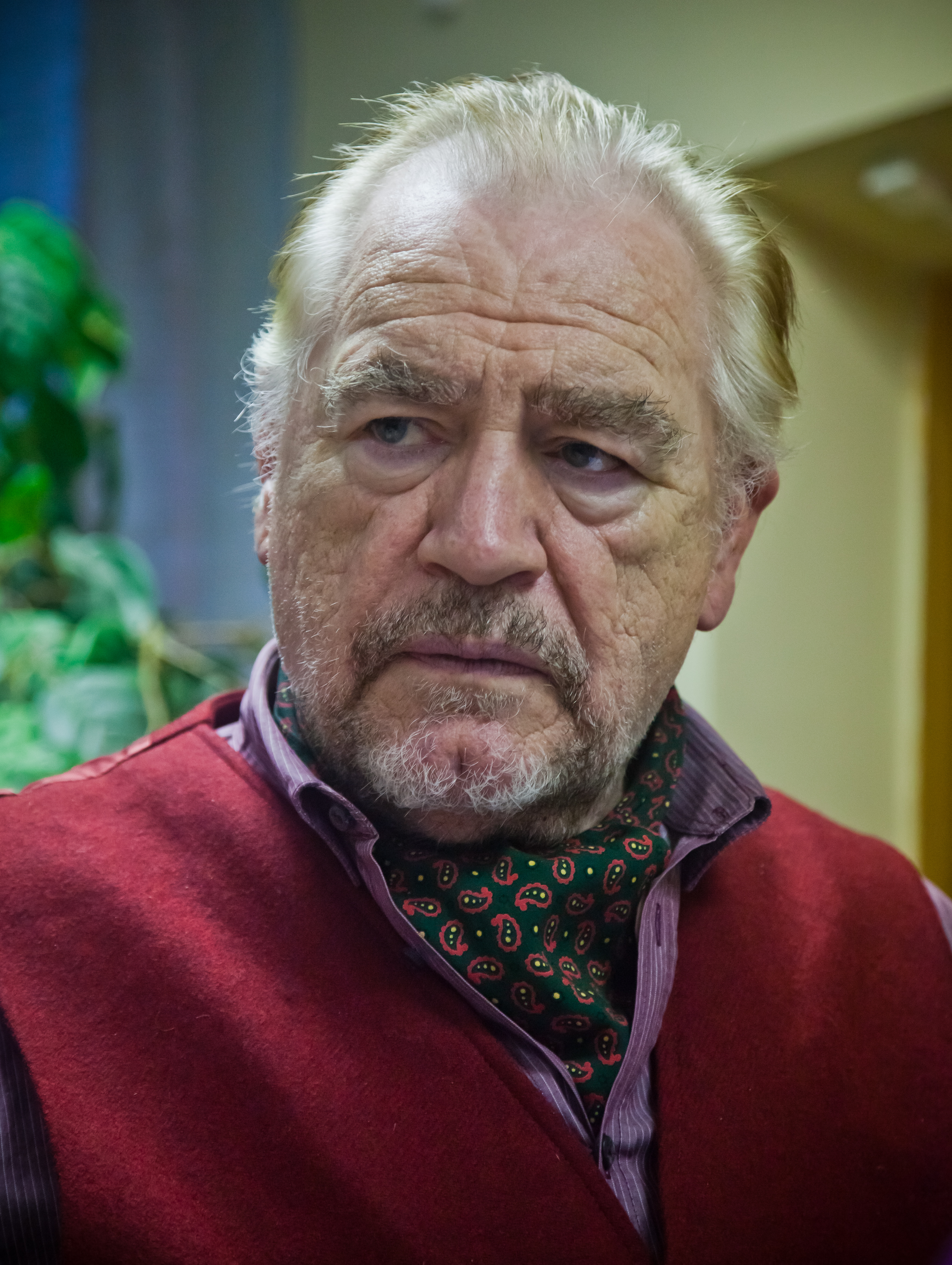
L'acteur écossais Brian Cox prête sa voix à Helm Hammerhand

### Voix originales
- Brian Cox : Helm Hammerhand, le roi du Rohan[2].
- Gaia Wise : Héra, fille de Helm
- Luke Pasqualino : Wulf, chef des Dunlendings
- Miranda Otto : Éowyn, guerrière porte-bouclier du Rohan
- Lorraine Ashbourne : Olwyn, guerrière porte-bouclier du Rohan et protectrice d'Héra
- Yazdan Qafouri : Háma, l'un des fils de Helm
- Benjamin Wainwright : Haleth, autre fils de Helm
- Laurence Ubong Williams : Fréaláf Hildeson, le neveu de Helm et successeur au trône du Rohan[3]
- Shaun Dooley : Freca, le père de Wulf
- Michael Wildman : Général Targg
- Jude Akuwudike : Lord Thorne
- Bilal Hasna : Lief, jeune page au service du roi Helm
- Janine Duvitski : la vieille Pennicruik, gardienne de la citadelle
- Christopher Lee : Saroumane le magicien
- Dominic Monaghan et Billy Boyd : Shank et Wrot, orques[4]

### Voix françaises
- Gérard Darier : Helm Poing de marteau
- Marion Gress : Héra
- Augustin Bonhomme : Wulf
- Barbara Tissier : Éowyn
- Vanina Pradier : Olwyn
- Daniel Njo Lobé : le général Targg
- Cyril Descours : Fréaláf Hildeson
- Tom Trouffier : Lief
- Pascal Casanova : Freca
- Cathy Cerdà : la vieille Pennicruik
- Bastien Jacquemart : Hama
- Mario Bastelica : Haleth
- Patrick Raynal : le seigneur Thorne
- Benjamin Egner : le seigneur Fryght
- Amixem et ZeratoR : Wrot et Shank, des orques

 Source et légende : version française (VF) sur RS Doublage et carton cinématographique du doublage français.

### Voix québécoises
- Marc Bellier : Helm Poing de marteau
- Célia Gouin-Arsenault : Héra
- Alexandre Bacon : Wulf
- Anne Dorval : Olwyn
- Frédérik Zacharek : le général Targg
- Sébastien Reding : Lief
- Élise Bertrand : la vieille Pennicruik
- Jean-Philippe Baril-Guérard : Haleth
- Manuel Tadros : le seigneur Thorne

Source : carton cinématographique du doublage québécois.

## Production

### Les droits d'adaptation audiovisuelle duSeigneur des Anneaux

Le monogramme de J. R. R. Tolkien est une marque déposée du Tolkien Estate.

Vers la fin des années 1960 et dans les années 1970, le producteur américain Saul Zaentz acquiert auprès du Tolkien Estate (le corps légal qui gère la propriété intellectuelle de l'œuvre de J. R. R. Tolkien) un porfolio de droits d'adaptation pour plusieurs écrits de Tolkien, dont Le Seigneur des Anneaux, via son entreprise The Zaentz Co. 
Vers la fin des années 1990, le réalisateur, scénariste et producteur Peter Jackson et sa compagne Fran Walsh qui est notamment elle aussi productrice et scénariste, négocient avec Zaentz un projet d'adaptation du Seigneur des Anneaux qui trouve un financement auprès de New Line Cinema, une filiale de Warner Bros. Pictures. La Warner Bros. acquiert à ce moment-là une licence de longue durée en matière de droits d'adaptation sur les romans Le Seigneur des Anneaux et Le Hobbit. Il en résulte la trilogie de films Le Seigneur des Anneaux qui sort dans les salles de 2001 à 2003. New Line Cinema continue à exploiter commercialement la franchise Le Seigneur des Anneaux durant les vingt ans qui suivent. Une trilogie de films Le Hobbit, également réalisés par Peter Jackson, sort de 2012 à 2014. De 2014 à 2024, la Warner Bros. et The Zaentz Co. sont en discussion car la Warner souhaite acquérir d'autres droits, mais les deux entités peinent à parvenir à un accord. En 2022, The Zaentz Co. et Warner Bros. sont engagés dans un processus de médiation, la Zaentz Co. contestant le fait que la Warner Bros. a suffisamment fait vivre la franchise. La Warner Bros. souhaite conserver les droits d'adaptation. Le projet de film Le Seigneur des Anneaux : La Guerre des Rohirrim s'inscrit dans ce contexte de concurrence pour la conservation des droits d'adaptation sur la franchise,.

### Genèse et développement
En juin 2021, lors des célébrations du 20e anniversaire de la sortie du film Le Seigneur des anneaux : La Communauté de l'anneau (dont la sortie remonte à 2001), le studio de cinéma New Line Cinema annonce qu'il accélère le développement d'un film d'animation formant une préquelle à cette trilogie, en collaboration avec le studio d'animation Warner Bros. Animation. Intitulé Le Seigneur des Anneaux : La Guerre des Rohirrim, le film se déroule 183 ans avant les événements du film Seigneur des Anneaux : Les Deux Tours (2002) et raconte l'histoire de Helm Hammerhand, qui est explorée dans les appendices du roman Le Seigneur des Anneaux de J. R. R. Tolkien, Helm donnant son nom à la forteresse du Gouffre de Helm que l'on voit dans Les Deux Tours. Kenji Kamiyama et Joseph Chou doivent respectivement réaliser et produire le film, après avoir fait de même pour la série télévisée animée Blade Runner : Black Lotus de Warner Bros, avec Jeffrey Addiss et Will Matthews au scénario. Le film doit être lié au récit de la trilogie cinématographique, la co-scénariste de la trilogie, Philippa Boyens, étant consultée pour cette préquelle. Le travail d'animation a déjà commencé au moment de cette annonce, et s'inspire visuellement des films en prises de vues réelles. Le réalisateur de la trilogie, Peter Jackson, et l'autre co-scénariste, Fran Walsh, n'étaient pas impliqués dans le projet à ce moment.
En février 2022, le scénario est écrit par Phoebe Gittins, la fille de Boyens, et son partenaire Arty Papageorgiou, sur la base d'une histoire d'Addiss et Matthews. Richard Taylor, le directeur créatif de la société d'effets spéciaux Wētā Workshop, et les illustrateurs Alan Lee et John Howe rejoignent également l'équipe créative du film après avoir tous travaillé sur la trilogie en prises de vues réelles,.

### Budget
Le Seigneur des Anneaux : La Guerre des Rohirrim dispose d'un budget final d'environ 30 millions de dollars américains, ce qui représente environ un dixième du budget d'un film à gros budget américain en 2024. Ce petit budget limite la prise de risque financière que représente le projet pour la Warner Bros.

### Scénario et adaptation de Tolkien

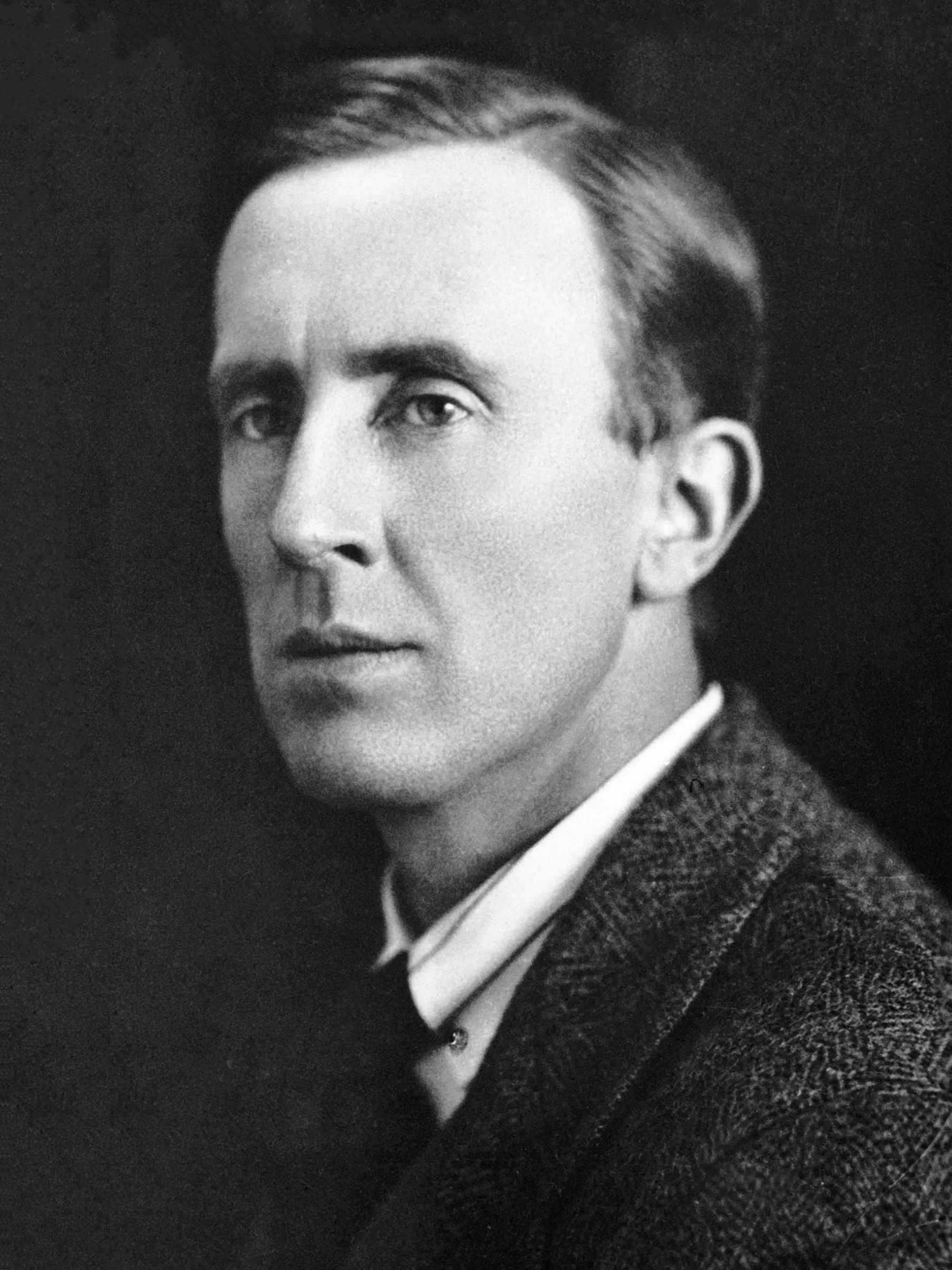
J.R.R. Tolkien, auteur du Seigneur des Anneaux, vers 1925. Le film adapte un bref récit inclus dans les annexes du roman.

Le scénario du film se fonde sur l'histoire de la maison d'Eorl relatée dans l'appendice A du Seigneur des Anneaux de J. R. R. Tolkien, qui détaille le règne de Helm Hammerhand, roi des Rohirrim, un peuple de cavaliers. Helm règne longtemps avant le début des événements du Seigneur des Anneaux. Freca, un homme fortuné qui affirme descendre de la lignée du roi Fréawine et qui a aussi des liens familiaux avec le peuple des Dunlendings, vient un jour demander à Helm la main de sa fille (non nommée) pour le compte de son fils, Wulf. Les deux hommes se querellent et en viennent à un combat singulier à mains nues au cours duquel Helm tue Freca d'un seul coup de poing, après quoi il bannit sa famille. Quelques années après, Wulf, fils de Freca, prend la tête des Dunlendings, vainc les Rohirrim au cours d'une bataille, s'empare d'Edoras et assiège les survivants réfugiés dans la forteresse du Hornburg, où ils affrontent une mauvaise saison particulièrement rigoureuse, le Long Hiver. Les exploits de Helm, qui sort la nuit pour tuer des assiégeants et les terrifie en sonnant du cor, valent à la forteresse de prendre le nom de Gouffre de Helm. Une nuit, Helm ne rentre pas et on le retrouve au matin mort mais toujours debout. Les assiégés sont sauvés au printemps par l'arrivée de Fréalaf, fils de Hild, la sœur de Helm. Fréalaf surprend Wulf, met ses troupes en déroute et le tue. L'appendice A mentionne deux fils de Helm, Haleth et Háma, qui périssent durant la guerre,,, ainsi qu'une fille, qui est l'enjeu de la visite initiale de Freca mais qui n'est pas nommée. Rien n'est dit dans les Appendices sur le destin de cette fille ensuite.

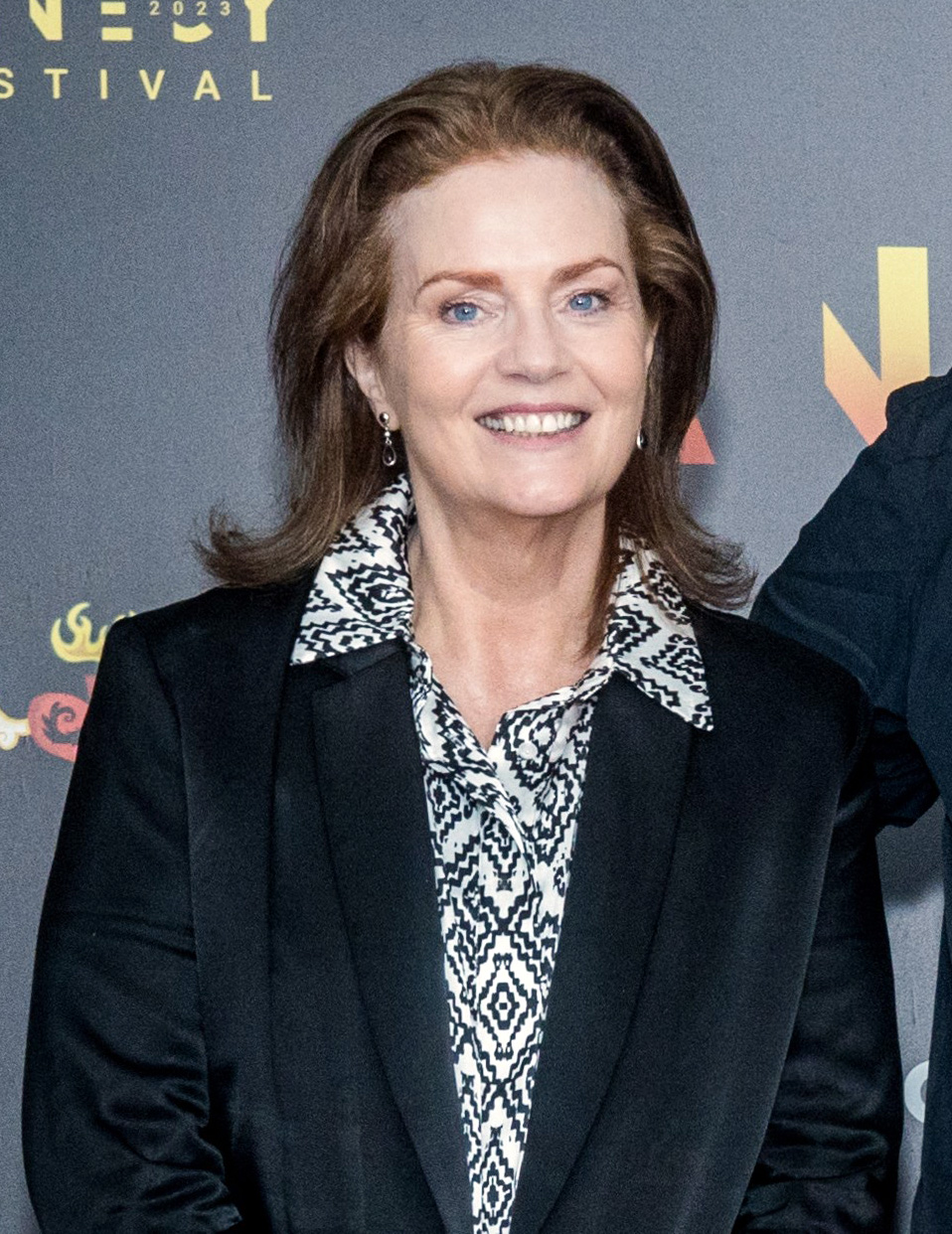
Philippa Boyens, co-productrice de La Guerre des Rohirrim, lors de la présentation du film au festival d'Annecy en 2023.

Au cours de leur travail de documentation, la productrice Philippa Boyens et les scénaristes, en particulier Phoebe Gittins, s'intéressent à ce personnage féminin non nommé et décident de l'approfondir. Interrogée sur le choix de faire d'Héra le personnage principal du film, Boyens répond : « Tous les autres meurent ! » Le scénario invente un nom à la fille de Helm, Héra, et développe son rôle dans les événements du règne de son père. Le choix du nom « Héra » s'explique par une volonté de cohérence avec le nom de Helm et de ses fils, Haleth et Háma. Le nom est suggéré par Fran Walsh. Le nom Héra porte un accent aigu même dans la version originale anglaise, le nom venant du vieil anglais ; il ne s'agit pas d'une référence à la déesse Héra de la religion grecque antique. Éowyn, narratrice du film, précise qu'Héra n'apparaît pas dans les traditions écrites du Rohan, précision métanarrative qui informe le public du film que l'héroïne ne se trouve pas chez Tolkien. Pour développer le personnage d'Héra, l'équipe du film s'inspire notamment de la princesse anglo-saxonne Æthelflæd, fille d'Alfred le Grand, roi du Wessex, qui vit au IXe siècle ; sans avoir le titre officiel de reine, elle gouverne de fait la Mercie. Les scénaristes choisissent de ne pas présenter Héra comme une princesse guerrière, afin de ne pas tomber dans ce qu'ils considèrent comme un stéréotype ; ils préfèrent s'intéresser aux choix qu'elle fait pour son peuple. Le scénario s'écarte du récit de Tolkien au moment de la mort de Wulf : dans le film, ce n'est pas Fréalaf mais Héra qui tue Wulf en combat singulier.
La Guerre des Rohirrim fait de nombreuses références à un ordre féminin de porte-boucliers du Rohan, dont Olwyn a fait partie et dont Héra ravive la tradition. Ces porte-boucliers développent des allusions présentes chez Tolkien. Dans la troisième et dernière partie du Seigneur des Anneaux, Le Retour du Roi, Éowyn se définit elle-même comme une porte-bouclier du Rohan, mais le roman n'explique pas en quoi cela consiste exactement. Cette référence est présente dans les films de Peter Jackson, mais dans le film Les Deux Tours, où c'est Aragorn qui qualifie Éowyn de porte-bouclier du Rohan,.
Le film fait également intervenir des personnages non mentionnés par Tolkien, notamment des guerriers montés sur des mûmakils, sortes d'éléphants de guerre, qui sont des mercenaires embauchés par Wulf pour renforcer son armée contre Helm. Enfin, le scénario invente plusieurs personnages, comme Olwyn, vieille guerrière devenue la servante et la protectrice d'Héra, le jeune page Lief qui est au service du roi Helm et la Vieille Pennicruick, gardienne de la forteresse de Fort-le-Cor. Bien que sa petite taille puisse évoquer un hobbit, Lief est un adolescent humain et un Rohirrim.
Le scénario se concentre sur les choix de Helm et sur leurs conséquences, y compris sur les erreurs que son orgueil l'amène à commettre, notamment envers le jeune Wulf. Les scénaristes choisissent pour principal "méchant" du film non pas un sorcier maléfique ni une créature monstrueuse mais un humain, Wulf, afin de le rendre plus intéressant et de montrer un danger différent. L'intrigue explore la manière dont un conflit dégénère en une guerre de manière irrationnelle et dont des personnages comme Héra tentent de ramener les autres à la raison, tandis que Wulf s'enferme dans son projet de guerre conçu comme un châtiment disproportionné pour le tort qui a été fait à son père et à lui-même.
Le scénario s'écarte de la chronologie indiquée par Tolkien pour s'accorder avec la chronologie interne des films de Peter Jackson. Dans la communication du studio au sujet du film, l'histoire est présentée comme se déroulant 183 ans avant les films Le Seigneur des Anneaux. Dans la chronologie des livres, le règne de Helm a lieu 260 ans avant le début des événements du roman.

### Attribution des rôles
La distribution des acteurs pour les voix du film avait commencé au moment de son annonce en juin 2021, et les annonces étaient attendues peu après février 2022.  En juin 2022, le studio annonce que l'acteur Brian Cox double la voix de Helm. L'actrice britannique Gaia Wise prête sa voix à Héra tandis que Wulf est interprété par Luke Pasqualino ; il s'agit de leurs premières performances en tant qu'acteurs de doublage, mais ils avaient tous les deux déjà réalisé un travail proche dans le cadre de la postsynchronisation pour leurs précédents films. Les autres acteurs du film sont Lorraine Ashbourne, Yazdan Qafouri, Benjamin Wainwright, Laurence Ubong Williams, Shaun Dooley, Michael Wildman, Jude Akuwudike, Bilal Hasna et Janine Duvitski.
Plusieurs acteurs et actrices de la trilogie cinématographique du Seigneur des Anneaux participent au doublage des personnages de La Guerre des Rohirrim . En juin 2022, le studio annonce que l'actrice australienne Miranda Otto, qui incarnait la guerrière rohirrim Éowyn dans les films de Peter Jackson, reprend son rôle, cette fois en tant que narratrice. Dominic Monaghan et Billy Boyd, acteurs qui incarnaient respectivement les personnages des hobbits Merry et Pippin, doublent deux orques, Shank et Wrot, qui apparaissent brièvement dans le film. Dans sa propre brève apparition, le personnage du magicien Saroumane est doublé par la voix de feu Christopher Lee (mort en juin 2015), comme dans les films de Peter Jackson, grâce au recours à des archives sonores, après que Philippa Boyens a obtenu l'accord de Gitte Lee, épouse de l'acteur.

### Animation

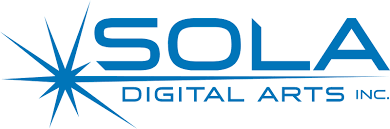
La production de l'animation du film est supervisée par le studio de production japonais Sola Entertainment et son studio d'animation Sola Digital Arts.

Le film s'inspire visuellement de la trilogie cinématographique du Seigneur des anneaux, et certains éléments du film sont conçus en s'inspirant de maquettes de Weta Workshop conçues pour les films. L'équipe créative recherche un équilibre entre la reprise de l'univers visuel des films et l'ajout d'éléments graphiques nouveaux.
Le studio d'animation et de production japonais Sola Entertainment commence à travailler sur l'animation du film au moment de son annonce en juin 2021, en pleine pandémie de Covid-19. Il s'agit de sa première production utilisant l'animation dessinée à la main, dans un style rappelant les productions animées traditionnelles,. L'ensemble des mouvements des personnages est filmé avec de véritables acteurs et actrices et numérisé en capture de mouvement, puis les scènes du film sont modélisées en images de synthèse à l'aide de moteurs de jeu vidéo comme l'Unreal Engine afin de travailler sur les angles de prise de vue et les mouvements de la caméra, avant d'animer le tout en 2D. Kenji Kamiyama précise assez tôt que le film n'utilise pas la technique de la rotoscopie. L'équipe d'animation recherche un équilibre entre la stylisation propre à l'animation japonaise traditionnelle et un plus grand réalisme. Les scènes de bataille sont montrés avec réalisme car Kenji Kamiyama ne souhaite pas idéaliser la violence. Le grand nombre de chevaux dans le film représente l'une des grandes difficultés techniques de l'animation, les chevaux étant des animaux notoirement difficiles à dessiner et à animer.
Le studio Sola doit résoudre plusieurs difficultés avec ce projet. La contrainte principale qui pèse sur le studio est le temps limité qui lui est imparti, les films d'animation japonais n'ayant pas les mêmes durées de production que les films hollywoodiens dont le processus de production est en moyenne plus court. Le recours à la capture de mouvements permet de raccourcir un processus d'animation qui, fait entièrement à la main, aurait réclamé cinq à sept ans,. L'allongement du film, initialement prévu pour durer 90 minutes avant d'être étendu à 2h40, représente également une difficulté. L'état de l'industrie de l'animation japonaise fait aussi peser une contrainte sur le film en raison d'un manque de main-d'œuvre expérimentée par rapport à l'explosion de la demande d'animation japonaise au cours des dernières années. Sola Entertainment travaille donc avec plusieurs autres studios d'animation à l'international pour animer le film. Plus de 60 entreprises différentes participent à l'animation du film. Cela rend nécessaire un important travail de supervision et de coordination. Pour la phase de correction et de peaufinage de l'animation, outre les correcteurs présents dans les différents studios partenaires, Sola Entertainment dispose de deux personnes spécialisées dans ce secteur, et Kenji Kamiyama revoit personnellement chaque plan.

### Son
L'équipe du film travaille avec plusieurs ingénieurs et techniciens du son déjà sollicités pour les films de Peter Jackson.

### Musique

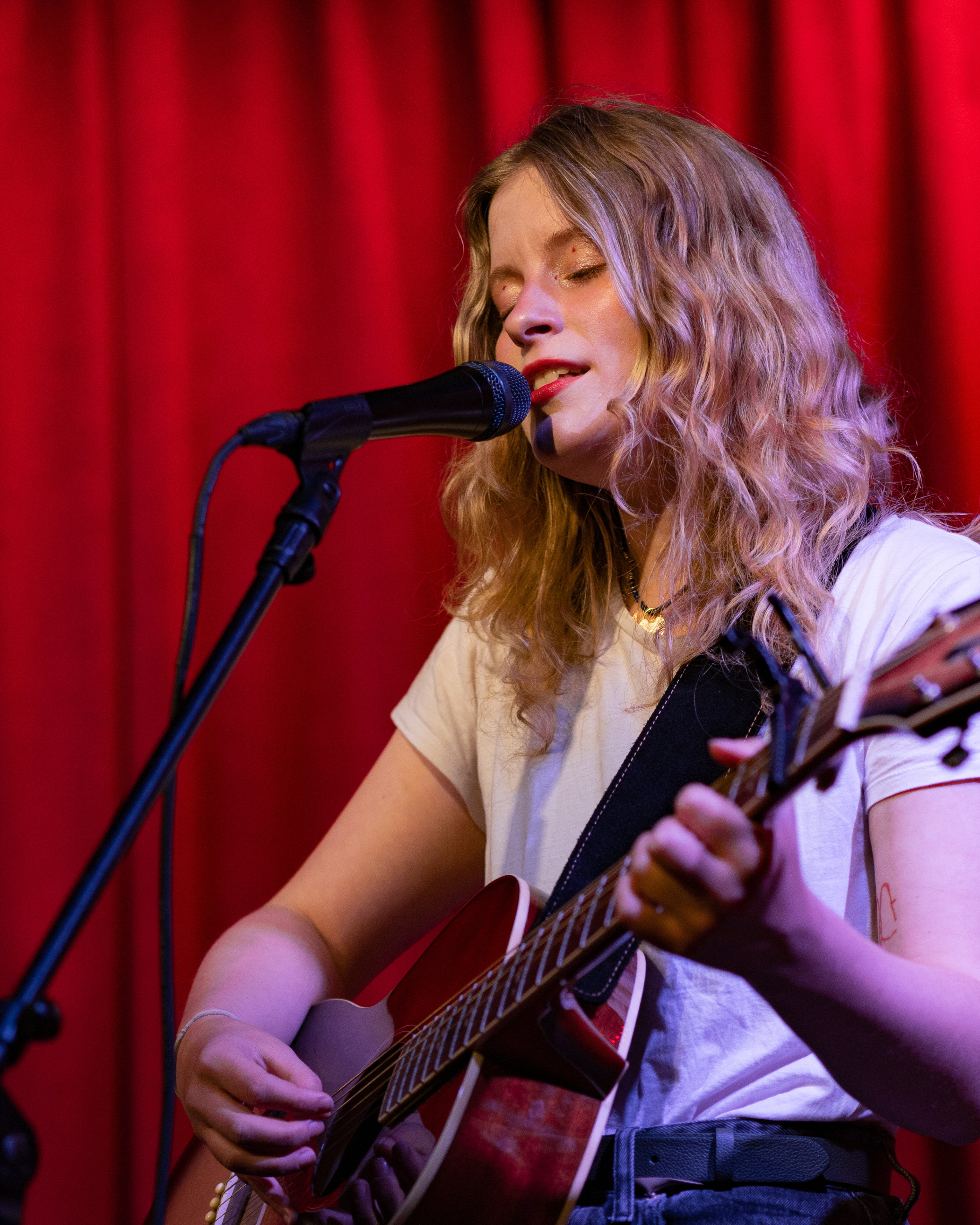
La chanteuse britannique Paris Paloma (ici en 2023) interprète la chanson de fin du film.

La bande originale du film est composée par Stephen Gallagher (de), qui avait notamment travaillé sur la trilogie des films du Hobbit. Gallagher reprend certains thèmes composés par Howard Shore pour la trilogie des films du Seigneur des Anneaux, principalement le thème du Rohan. La chanson The Rider (La Cavalière), écrite par Phoebe Gittins et David Long (en), est interprétée par Paris Paloma (en) et est mise en ligne le 14 novembre 2024. Paris Paloma est accompagnée par un orchestre et un chœur. Les paroles de la chanson contiennent un vers en vieil anglais, hēo is se wind, qui signifie « elle est le vent ».

## Sortie et accueil

### Dates de sortie
Le Seigneur des Anneaux : La Guerre des Rohirrim sort en France le 11 décembre 2024 et aux États-Unis le 13 décembre 2024. Il était auparavant prévu pour le 12 avril 2024,, mais a été retardé en raison de la grève SAG-AFTRA de 2023,.

### Promotion
Un premier aperçu des recherches graphiques du film, montrant l'influence des films de Peter Jackson sur son univers visuel, a été montré en février 2022. En juin 2023, Warner Bros. a présenté une avant-première des coulisses du film au Festival international du film d'animation d'Annecy ainsi que les vingt premières minutes. Un extrait d'une durée de 8 minutes est rendu public le 3 décembre, quelques jours avant la sortie du film en salles.

### Critiques de presse

#### Aux États-Unis
Le site agrégateur de critiques Rotten Tomatoes rassemble 110 critiques de presse composant une note moyenne de 46/100, avec la synthèse suivante : « ce film animé pour les fans du legendarium du Seigneur des Anneaux regorge de spectacle, mais ses personnages clichés et son animation inégale semblent s'arrêter dans la terre du médiocre plutôt qu'en Terre du Milieu »,. Metacritic, autre agrégateur de critiques de presse, se fonde sur 31 critiques pour composer une moyenne de 54/100 et indique des avis mitigés.

#### Au Canada
Dans La Presse de Montréal, Pascal Leblanc livre une critique favorable, appréciant le style de l'animation, la variété des plans et des angles et l'alternance des tons entre poésie et brutalité, ainsi que la mise en avant d'une héroïne. Il regrette les longueurs du scénario vers le milieu du film et le fait que le personnage d'Héra ne possède pas une grande profondeur. Le quotidien Le Devoir signe une critique mitigée, déplorant le peu de relief donné au personnage d'Héra et des personnages masculins cantonnés à l'état d'archétypes caricaturaux. Le seul personnage digne de mention lui paraît être la porte-bouclier Olwyn, qu'il estime sous-utilisée. L'intrigue lui semble un copier-coller de celle des Deux Tours , la musique décevante, et l'animation inégale lui paraît, malgré quelques belles scènes, incapable de se hisser au niveau de films d'animation dotés d'héroïnes fortes comme Princesse Mononoke ou Nausicaä de la vallée du vent.

#### Au Royaume-Uni
Le quotidien The Guardian, qui confère au film une note de 2 sur 5, reproche au film d'exploiter la Terre du Milieu comme un filon en tirant un long métrage entier d'une « note de bas de page » chez Tolkien, et de ne pas parvenir à trouver une personnalité distincte du film Les Deux Tours. S'il apprécie la mise en avant d'un personnage féminin qui lutte pour se faire une place dans un monde d'hommes méprisants, le critique lui reproche son apparence clichée de femme-objet désirable, qu'il rapproche de celles du Major dans Ghost in the Shell ou de l'héroïne de Chainsaw Man et compare défavorablement aux physiques des héroïnes des films du studio Ghibli. Le Daily Telegraph conteste la pertinence du choix du style d'animation japonaise pour une adaptation de Tolkien ainsi que le traitement du personnage de Helm qui « vole dans les airs en distribuant des coups de poing façon Street Fighter » ; le critique estime le résultat regardable si on le prend comme une imitation frauduleuse plutôt que comme un véritable film dérivé,. Le quotidien The Times déplore un film « trop long et sans intérêt », qui forme « une bouillie médiocre »,. Le quotidien The Independent voit dans le film un « projet mercantile et bâclé »,.

#### En France
En France, le site Allociné se fonde sur 21 critiques de presse pour composer une note moyenne de 3,2 sur 5. Parmi les critiques les plus convaincus par le film, le quotidien régional Ouest-France considère Le Seigneur des Anneaux : La Guerre des Rohirrim comme une adaptation réussie. Dans l'hebdomadaire Télérama, Cécile Mury estime qu'il s'agit « moins d’une véritable adaptation que d’un conte librement inspiré de l’univers », mais salue « un animé aussi épique qu'esthétique » et « efficace ». Selon Les Inrockuptibles, c'est « un film de commande, mais très beau » qui dépasse le statut de simple produit dérivé, mais qui intéressera surtout les fans de Tolkien.
De nombreux critiques jugent le résultat moyen, pour des raisons variées. L'Humanité apprécie le choix de l'animation qui « bouscule » l'univers du Seigneur des Anneaux et la grande part dévolue à l'action, mais estime le résultat inégal. Le quotidien chrétien La Croix salue « un scénario original et plaisant servi par des images spectaculaires », mais trouve que le film pèche par excès de fidélité à Tolkien, au point de ne pas réussir à se démarquer des films de Peter Jackson. Le site de culture geek IGN France est partagé : l'animation lui plaît par l'originalité de son parti pris et par ses images magnifiques, mais pèche par un manque de fluidité des mouvements et par une faible expressivité des visages des personnages, tandis que le scénario a selon lui l'avantage de proposer « presque une histoire totalement étrangère au carcan habituel de la licence, à savoir la présence des Anneaux et/ou de Sauron », mais reste trop proche de l'intrigue des Deux Tours. Mêmes éloges et mêmes reproches dans Le Journal du Geek, à cela près que ce dernier site n'est pas convaincu par les personnages, qu'il juge trop stéréotypés.
Parmi les critiques les moins convaincus, Le Monde reconnaît au film quelques passages épiques, mais déplore ses idées peu exploitées et estime que le résultat ne dépasse pas le statut d'ersatz. Caroline Vié, dans le quotidien gratuit 20 Minutes, trouve que le film manque de rythme et d'originalité et risque de décevoir même les fans.

#### En Belgique
Le critique de RTBF info apprécie le rendu de la Terre du Milieu sous forme de film d'animation mais regrette les mouvements trop saccadés. Il salue la mise en avant d'une héroïne dans un genre, la fantasy, encore souvent très masculin, mais déplore le peu de personnalité du personnage. Il n'est pas convaincu par le scénario, qui ne lui semble pas avoir grand-chose à raconter en dehors d'une redite de l'intrigue des Deux Tours. Le quotidien Le Soir apprécie le souffle épique du scénario, mais déplore l'impression de regarder « Capitaine Flam dans le Mordor ». La Libre Belgique confère au film une note de 2 sur 4.

#### Au Japon
The Japan Times livre une critique mitigée, partagée entre les graphismes spectaculaires et la narration insipide,.

### Box office
Lors de sa sortie en salles en décembre 2024, Le Seigneur des Anneaux : La Guerre des Rohirrim côtoie plusieurs autres longs métrages d'animation, dont Vaïana 2 et quelques semaines plus tard Mufasa : Le Roi Lion, deux films des studios Disney, ainsi que Sonic 3, le film, co-produit par Sega et Paramount Pictures .
En France, le film sort le 11 décembre 2024 dans 416 salles et rassemble environ 79 000 entrées durant sa première semaine d'exploitation. En deuxième semaine, il rassemble environ 25 440 entrées pour un total de 105 280 entrées en deux semaines.
Aux États-Unis, le film sort le 13 décembre 2024 et engrange 4,6 millions de dollars durant son premier week-end d'exploitation, ce qui le place en cinquième position du box office local. Après deux week-ends d'exploitation, il cumule 7,3 millions de dollars aux États-Unis. Au même moment, le film a cumulé 8 millions de dollars de recettes hors des États-Unis, ce qui porte ses recettes à 15 millions de dollars à la date du 23 décembre. Après un troisième week-end d'exploitation, il cumule 8,5 millions de dollars aux États-Unis.
Dans les autres pays, le film réalise sa meilleure performance au Royaume-Uni, où il engrange plus d'un million de dollars de recettes entre le 13 et le 25 décembre.
Après deux semaines d'exploitation, les médias considèrent que le film n'a pas rencontré de succès au box office,. Selon le site de box office The Numbers, les recettes sont dans la fourchette très basse des entrées pour un film de ce genre. Il s'agit du film de la franchise Le Seigneur des Anneaux le moins rentable jusqu'à présent. Le budget de La Guerre des Rohirrim est de 30 millions de dollars, ce qui est très peu par rapport aux précédents films de la franchise, de sorte que les pertes financières pour la Warner restent limitées. Le magazine américain Variety avance l'idée que le but du film n'était pas de générer des recettes importantes, mais de permettre à la Warner Bros. de conserver les droits sur la franchise et de préparer le terrain pour les deux films en prises de vue réelles et à plus gros budget que la Warner est en train de produire au même moment, dont The Hunt for Gollum prévu pour 2026.

## Produits dérivés
La sortie du film donne lieu à de nombreux produits dérivés.

### Livres
Un livre du film, Le Seigneur des Anneaux : La Guerre des Rohirrim : le compagnon visuel, écrit par Chris Smith, paraît chez HarperCollins et est traduit en français aux éditions Christian Bourgois en novembre 2024. Un livre de coloriage officiel paraît également chez HarperCollins. Un artbook The Art of the War of the Rohirrim paraît chez HarperCollins en février 2025,, et est traduit en français aux éditions Christian Bourgois en mars 2025.

### Bande originale du film
La bande originale du film est éditée chez WaterTower Music en CD audio et en formats numériques le 6 décembre 2024.

### Jeux et jouets
Des figurines à assembler sont produites par la marque McFarlaneToys à l'effigie d'Héra, Helm, Wulf et du troll des neiges. Des figurines d'Héra et de Wulf sont produites par Bandai Spirits dans sa gamme S.H. Figuarts et par Funko Pop dans sa gamme de figurines de style chibi.
Un jeu de plateau The Lord of the Rings: The War of the Rohirrim – Battle of Edoras est édité par Games Workshop et reconstitue les scènes de bataille du film avec des figurines en plastique.

### Autres produits dérivés
Des mugs, accessoires vestimentaires et accessoires informatiques sont également produits,. AMC produit un seau à popcorn en forme de marteau de Helm. Un partenariat avec la marque Loungefly donne lieu à la commercialisation de sacs montrant Héra, Helm et Wulf.

## Disponibilité en vidéo
Le Seigneur des Anneaux : La Guerre des Rohirrim est disponible en vidéo à la demande à partir du 27 décembre 2024 sur plusieurs plateformes dont Apple TV, Amazon Prime Video, Vudu et Fandango at Home. La version numérique du film contient trois courtes vidéos de making-of dont une généraliste, une consacrée à l'animation et une autre au personnage d'Héra.

## Analyse

### Précédentes adaptations animées

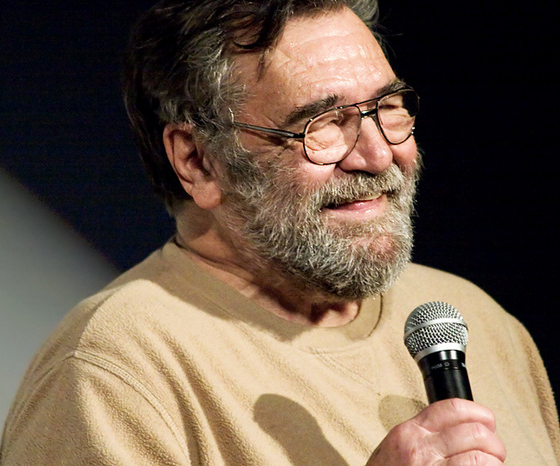
Ralph Bakshi (ici en 2009) réalise en 1978 le film d'animation Le Seigneur des Anneaux, première adaptation du Seigneur des Anneaux au cinéma.

Le Seigneur des Anneaux et Le Hobbit ont longtemps eu la réputation d'être impossibles à adapter à l'écran. Avant la première adaptation en prises de vue réelles tournée par Peter Jackson et sortie de 2001 à 2003, les premières tentatives pour adapter ces romans à l'écran prennent la forme de films d'animation.
Un premier projet d'adaptation animée, proposé par Morton Grady Zimmerman en 1958, se heurte à un Tolkien tout sauf convaincu et tourne court. Un second projet inabouti, en 1968, est à l'initiative du groupe musical britannique The Beatles, alors très populaire, mais le groupe ne parvient pas à acquérir les droits d'adaptation. En 1969, le studio United Artists les obtient et met en chantier un projet de film d'abord dirigé par John Boorman, avant d'être remis à Ralph Bakshi, qui réalise le premier film d'animation adapté du Seigneur des Anneaux en 1978. Pour cela, il raccourcit fortement l'intrigue, mais son scénario s'arrête à la fin des Deux Tours. En termes visuels, le film de Bakshi oscille entre des graphismes de dessin animé au style enfantin et des représentations beaucoup plus réalistes pour les Nazgûls et les orques de Sauron, filmés en rotoscopie et qui apparaissent comme des silhouettes sombres. Considéré comme un échec, le film n'améliore pas la réputation de livre inadaptable qui colle au roman.
Une adaptation du Hobbit en téléfilm d'animation sort dans l'intervalle en 1977, réalisé par Jules Bass et Arthur Rankin junior ; d'une durée de 78 minutes, il opère de nombreuses coupes dans l'intrigue du roman. En 1980, les mêmes réalisateurs réalisent The Return of the King, autre téléfilm d'animation qui forme une suite à la fois à leur téléfilm The Hobbit et au Seigneur des Anneaux réalisé par Bakshi.
La Guerre des Rohirrim n'a pas de lien avec ces adaptations, en dehors du choix de la technique du cinéma d'animation, et se situe quant à lui dans la continuité visuelle et scénaristique des films de Peter Jackson.